# E-Prix di San Paolo
L'E-Prix di San Paolo è un evento automobilistico con cadenza annuale destinato alle vetture a trazione interamente elettrica del campionato di Formula E, tenuto a San Paolo, in Brasile. La prima gara della categoria è stata disputata il 25 marzo 2023, come sesta tappa valevole per il campionato di quell'anno.

## Storia
Il primo tentativo di far entrare la città brasiliana nel calendario della Formula E avvenne nella prima stagione della categoria, ma a causa di problemi logistici per l'organizzazione dell'evento non se ne fa nulla. Ma San Paolo rimane comunque una possibile candidata per organizzare un evento Formula E, tant'è che il pilota di casa Lucas Di Grassi affermerà che vi sono alte chance che la città sudamericana entri nel calendario. Nel 2017 i piani per ospitare l'evento continuano. L'obbiettivo sarebbe quello di entrare in Formula E per la stagione 2018-2019, anche questo piano supportato da Di Grassi. Le negoziazioni dell'evento però si allungano. L'entrata dell'evento viene posticipata ad una data indeterminata. Data che è il 3 maggio 2022, quando la Formula E e la città di San Paolo firmano un accordo che fa entrare la città brasiliana in calendario dall'anno seguente. Il contratto prevede cinque anni in calendario più altri cinque in caso di rinnovo. L'entrata viene poi confermata quando viene pubblicato il calendario ufficiale.

## Circuiti

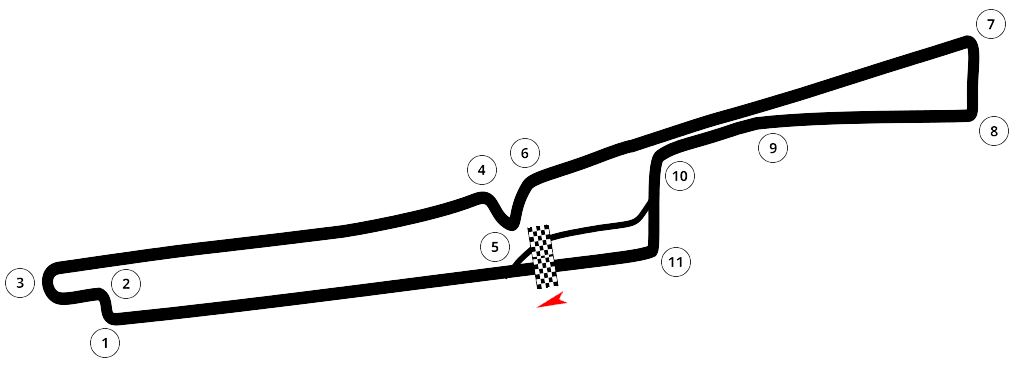
Il Circuito cittadino di San Paolo, il primo ad ospitare l'E-Prix di San Paolo.

Il piano iniziale per il circuito brasiliano era quello di creare un circuito cittadino che passasse per le strade del parco Ibirapuera, attorno al lago principale del parco. Il circuito fu disegnato proprio da Lucas Di Grassi. Ma alla fine si decide di utilizzare il Circuito cittadino di San Paolo, già utilizzato dalla IndyCar tra il 2010 e il 2013, utilizzando gran parte del vecchio tracciato IndyCar.

## Albo d'oro
| Edizione | Tracciato                       | Vincitore   | Secondo      | Terzo          | Pole position     | Giro veloce     |
| -------- | ------------------------------- | ----------- | ------------ | -------------- | ----------------- | --------------- |
| 2023     | Circuito cittadino di San Paolo | Mitch Evans | Nick Cassidy | Sam Bird       | Stoffel Vandoorne | Sam Bird        |
| 2024     | Circuito cittadino di San Paolo | Sam Bird    | Mitch Evans  | Oliver Rowland | Pascal Wehrlein   | Sébastien Buemi |